# Зигварт, Христоф фон
Христоф фон Зи́гварт (нем. Christoph von Sigwart; 28 марта 1830, Тюбинген — 4 августа 1904, там же) — немецкий философ-логик, близкий к неокантианству, психологист; профессор философии в Тюбингене. Сын философа Христофа Вильгельма фон Зигварта.
С 1841 года вместе с отцом в Штутгарте, где пять лет посещал гимназию. В 16 лет поступил в Тюбингенский университет, где учился философии и теологии до 1851 года. В декабре 1854 года получил в Тюбенгене степень доктора философии. Осенью 1865 года стал там ординарным профессором.
Стал широко известен своей «Логикой» (1 т. 1873, 2. т. 1878), в которой обосновывал тезис о том, что логика основывается на психологии и является техническим, нормативным учением о мышлении. 
Критерием истинности Зигварт считал необходимость и общезначимость, для которых нет никакой опоры в объективном мире; основа необходимого мышления — очевидность, постулируемая ссылкой на веру. Наиболее подробно разработал учение о суждении.
Степени почётного доктора от богословского факультета в Тюбингене и юрфака в Галле. Членкор Берлинской и Мюнхенской академий.
На его дочери Анне женился Г. Майер, их дочь, внучка Зигварта Аннелизе Майер, также стала философом.

## Логика
Предметом логики он считал изучение техники мышления, которая даёт «указания, как можно прийти к достоверным и общезначимым положениям». Будучи неокантианцем, он определял мышление как «чисто внутреннюю жизненность акта представления, которая именно поэтому является самопроизвольной, из силы самого субъекта вытекающей деятельности».  Люди, по Зигварту, «навеки лишены  возможности сравнить наше познание с вещами, как они существуют независимо от нашего познания. Соблюдение правил логики, говорил он, не гарантирует необходимо материальной истинности, а лишь формальную правильность.  Поэтому он называл техническое учение о мышлении формальной логикой.
Своё техническое учение о мышлении Зигварт основывал на формально-логических законах традиционной логики.
Принцип тождества (по формуле  A есть A) выражает, по его мнению, «необходимую предпосылку всякого мышления и акта суждения». Мышление, заявлял он, возможно лишь тогда, когда «отдельные объекты представления могут удерживаться, воспроизводиться и вновь узнаваться, как те же самые, так как между непрестанно колеблющимся и растекающимся мы не могли бы установить никакого определённого отношения».
Закон противоречия, по Зигварту, касается отношения  положительного суждения  к его отрицанию и выражает сущность и значение отрицания. Сущность этого закона он формулирует так: «оба суждения, A есть B и A не есть B, не могут быть в одно и тоже время истинными». Закон противоречия дополняется им законом двойного отрицания, согласно которому, отрицание отрицания даёт утверждение, а уничтожение отрицания равно утверждению того же самого предиката относительно того же самого субъекта».
Из закона противоречия и закона двойного отрицания Зигварт выводит закон исключённого третьего, по которому «из двух противоречиво противоположных суждений одно необходимо истинно; что, следовательно, наряду с утверждением и отрицанием нет никакого третьего высказывания, наряду с которым оба первых являлись бы ложными».
Четвёртый закон он называет законом основания, который трактуется им крайне субъективно: «он высказывает совершенно общее свойство всякого вообще акта суждения, что в вере в значимость суждения вместе с тем содержится  вера в его необходимость».

## Работы
- «Ulrich Zwingli» (1855);
- «Spinozas Traktat von Gott, dem Menschen und der Glückseligkeit» (1866);
- «Logik» (2 изд. — 1889, 93);
- «Kleine Schriften» (1881);
- «Vorfragen der Ethik» (1886);
- «Die Impersonalien» (1888),
- «Ein Collegium logicum im XVI J.» (1890).

## Награды
- Орден Вюртембергской короны рыцарский крест 1-го класса (1875) с пожалованием персонального дворянства королевства Вюртемберг
- Орден Фридриха командорский крест 2-го класса (1889)
- Орден Вюртембергской короны командорский крест (1897)